# Райли Стил
Райли Стил (англ. Riley Steele; род. 26 августа 1987, долина Сан-Фернандо, Калифорния, США) — американская порноактриса и модель.

## Биография и карьера
Райли Стил родилась 26 августа 1987 года в долине Сан-Фернандо (Калифорния, США), а выросла в городке Эскондидо на юге того же штата.
Дебютная роль Райли Стил была в одном из самых дорогих за всю историю порнофильме — Pirates II: Stagnetti’s Revenge, что послужило настоящим трамплином для Райли. Райли встретила Джесси Джейн, порнозвезду студии Digital Playground, та похвалила её лицо и тело, разглядела в ней настоящий талант порноактрисы, после чего оставила ей свою визитку и предложила подумать над съёмками в фильмах для взрослых. Спустя несколько лет Райли Стил оставила работу в кофейне Starbucks, пришла на переговоры к Джуну, хозяину и главному режиссёру Digital Playground, и в тот же день подписала со студией эксклюзивный контракт. Далее последовало участие в лучших фильмах студии, таких как Nurses, Teachers.
В марте 2010 года вышел триллер «Пираньи 3D» с Райли Стил в одной из ролей, благодаря чему её популярность сильно возросла.
23 декабря 2010 года Стил снялась в одном из эпизодов передачи Manswers «Airplane Plane Hanger-On», в котором в одном из сегментов «How Can You Become A Porktastic Porn Star» обсуждалась её карьера. В 2011 году она снялась в телесериалах Life on Top и NTSF:SD:SUV. Она также сыграла роль второго плана в сериале канала HBO/Cinemax The Girl’s Guide to Depravity.
В январе 2011 года Райли Стил была одной из ведущих церемонии AVN Awards.
Стил появилась на обложке многих журналов для взрослых: Cheri (выпуск за декабрь 2010 года), Club (апрель 2011), Club International (январь и октябрь 2010), High Society, Hustler, Penthouse (10-страничная фотосессия в выпуске за ноябрь 2011 года), Velvet (май 2012), Video World.
По данным на 2020 год снялась в 124 порнофильмах.

## Награды и номинации
- 2011 AVN Award — Best All-Girl Group Sex Scene — Body Heat[22]
- 2011 AVN Award (The Fan Awards) — Wildest Sex Scene — Body Heat[22]
- 2011 AVN Award — Crossover Star of the Year[22]
- 2011 XBIZ Award — Crossover Star of the Year[23]
- 2012 XBIZ Award номинация — Исполнительница года[24]
- 2012 AVN Award (The Fan Awards) — Best Body, Favorite Pornstar, Hottest Sex Scene, Twitter Queen[25]
- 2013 XBIZ Award — Best Scene (Vignette Release) — In Riley’s Panties[26]
- 2013 XBIZ Award — Best Scene (All-Girl) — Mothers & Daughters[26]
- 2013 AVN Award (The Fan Awards) — Best Body[27]
- 2013 AVN Award (The Fan Awards) — Favorite Pornstar[27]
- 2014 AVN Award (The Fan Awards) — Favorite Female Porn Star[28]
- 2015 AVN Award (The Fan Awards) — Favorite Female Porn Star

## Избранная фильмография
- «Пираты II: Месть Стагнетти» (2008)
- Nurses (2008)
- Naked Aces 5 (2008)
- Riley Steele: Scream (2009)
- Riley Steele: Perfect Pet (2009)
- Riley Steele: Love Fool (2009)
- Riley Steele: Honey (2009)
- Riley Steele: Chic (2009)
- Jack’s Teen America: Mission 23 (2009)
- Jack’s POV 14 (2009)
- Fly Girls (2009)
- Bad Girls 2 (2009)
- Teachers (2009)
- «Пираньи 3D» (2010)